# Kalen Ballage
Kalen Ballage Jr. (Peyton, 22 dicembre 1995) è un giocatore di football americano statunitense, che milita nel ruolo di running back nei San Antonio Brahmas della X Football League (XFL).

## Caratteristiche tecniche
È un running back agile e dall'alta prestanza fisica. Negli anni collegiali è stato impiegato anche come quarterback, più precisamente nello schema dei Sun Devils noto come Sparky Package.

## Carriera

### Carriera collegiale
In gioventù frequenta la Falcon High School di Falcon, Colorado, attirando rapidamente l'attenzione di diversi atenei universitari statunitensi; nel gennaio 2013 sceglie di frequentare l'università statale dell'Arizona. Già nel 2014, al suo primo anno collegiale, si distingue per buone prestazioni con la divisa dei Sun Devils, realizzando complessivamente quattro touchdown. Il 10 settembre 2016, in occasione del match contro i Texas Tech Red Raiders (68-55), Ballage eguaglia il record NCAA di maggior numero di touchdown realizzati da un singolo giocatore in un singolo match (8).

### Carriera professionistica
Viene selezionato dai Miami Dolphins come centotrentunesima scelta in assoluto al quarto round del Draft NFL 2018. Debutta in NFL il 30 ottobre 2018, nella gara di week 4 persa contro i New England Patriots. Realizza il suo primo touchdown tra i professionisti il 16 dicembre seguente, nella sconfitta contro i Minnesota Vikings. È nuovamente riserva nel 2019. Il 27 agosto 2020 viene quindi ceduto ai New York Jets in cambio di una scelta vincolata al settimo giro del Draft NFL 2021; l'accordo salta tuttavia tre giorni più tardi, a causa del mancato superamento di alcuni test fisici da parte di Ballage. La trattativa viene nuovamente finalizzata il 15 settembre seguente; venti giorni più tardi viene tuttavia messo sul mercato dalla nuova franchigia.
Il 9 ottobre 2020 si aggrega alla practice squad dei Los Angeles Chargers. A partire dall'8 novembre 2020, giorno del debutto contro i Las Vegas Raiders, è membro stabile della rosa attiva della formazione californiana. Il 30 marzo 2021 sigla quindi un accordo annuale con i Pittsburgh Steelers; debutta già il 12 settembre seguente, nella gara di week 1 vinta contro i Buffalo Bills.